# Соматогнозия
Соматогнозията представлява психичното познание или представа за собственото тяло. Този пространствен образ за себе си сред света и другите се формира в ранното детство и завършва през юношеството. Това представлява изградената способност да се осъзнава и идентифицира собствената телесна схема, тъй като веднъж изградена, тя става основа за разпознаването и диференцирането на други тела. Това включва местоположението на частите от тялото (поза, двигателни дейности, експресия), както и лексико – семантичния телесен образ.

## Заболявания
Заболяването се нарича Асоматогнозия характеризиращо се със загуба на усещане, разпознаване или осъзнаване на част от тялото (ръце, крака) или телесните функции. Често възниква от увреждане на дясното полукълбо на мозъка след инсулт. Съществува и друга форма на заболяването известна като Соматопарафрения. Това е заблуда, при която човек смята, че крайниците не са негови, а са на други хора или, че някой друг контролира крайниците му (при запазен интелект). Тази грешка може временно да се коригира.